# Verdeja
Verdeja – hiszpański prototypowy czołg lekki opracowany w drugiej połowie lat 30. XX wieku. W konstrukcji pojazdu zastosowano liczne komponenty pochodzące z używanych wówczas przez armię hiszpańską czołgów PzKpfw I oraz T-26. Pojazd uzbrojony był w armatę kalibru 45 mm oraz dwa karabiny maszynowe MG 13 kalibru 7,92 mm.
Projektantem czołgu był kapitan artylerii Félix Verdeja. Zbudowano dwa prototypy pojazdu, z których pierwszy ukończony został w styczniu 1939 roku. Pomimo zatwierdzenia w 1941 roku planu budowy 1000 czołgów tego typu, Verdeja nie trafił do produkcji seryjnej.
W 1945 roku na bazie czołgu opracowano prototyp samobieżnego działa polowego kalibru 75 mm.